# Dan Reeves
Dan Reeves (Rome, 19 de janeiro de 1944 – Atlanta, 1 de janeiro de 2022) foi um jogador profissional de futebol americano estadunidense.

## Carreira
Reeves conquistou a temporada de 1971 da National Football League, jogando pelo Dallas Cowboys.

## Morte
Reeves morreu em 1 de janeiro de 2022, aos 77 anos de idade, em Atlanta.